# Michel de Grandmont
Michel de Grandmont ou de Grammont (1645 à Paris - octobre 1686, disparu en mer au nord-est des îles Caraïbes). Sa carrière de corsaire et puis de flibustier s’étendit de 1670 à 1686. Il naviguait à bord du bateau Le Hardi. Il est surnommé « le général de la flibuste ». Il est notamment connu pour avoir pris les villes de Maracaibo, de Gibraltar, de Trujillo, de La Guaira, de Cumaná, de Puerto Cabello, de Veracruz et de Campeche.

## Biographie
Avant de devenir corsaire, Michel de Grandmont est le fils d’un gentilhomme officier des gardes. Alors qu'il n'est âgé que de quatorze ans, il tue en duel un officier amoureux de sa sœur. Arrêté, il est condamné et contraint de s’engager dans l’école des mousses et puis devient cadet au Régiment royal des vaisseaux. 
Son intrépidité et son ascendant naturel sont rapidement remarqués et il prend très vite le commandement d’un navire engagé contre la flotte espagnole opérant au large des îles de la Tortue et de Saint-Domingue. 
Quand le royaume de France entre en conflit avec les Pays-Bas en mai 1678, Grandmont prend part à une expédition française commandée par l'amiral Comte Jean II d'Estrées qui voulait s'emparer de l'île hollandaise de Curaçao, mais son inexpérience nautique et son obstination à refuser de suivre les avis de ses officiers et pilotes qui connaissaient parfaitement la configuration et les dangers de ces eaux provoquèrent la perte de toute son escadre (7 vaisseaux, 3 frégates et 7 navires auxiliaires) sur les récifs de l'archipel de Las Aves. Cette monumentale erreur de navigation, unique dans l'histoire maritime française, n'entraîna cependant aucune sanction contre son auteur. Grandmont prend le commandement de la flotte des corsaires du Roi de France opérant dans la région.
En juin 1678, il engage six navires et 700 hommes contre les territoires espagnols du Venezuela. Ils pillent Maracaibo  prévenue de l'arrivée de Grandmont et donc vidée de ses richesses au préalable. Michel de Grandmont et ses hommes iront ensuite passer quelques semaines à Gibraltar sur le lac Maracaibo  et pénètrent à l’intérieur des terres jusqu’à la localité de Trujillo. Cet exploit est suivi par un autre raid victorieux dans le port vénézuélien de La Guaira, dont il s’empare au cours d’une attaque nocturne audacieuse. Le corsaire, trop confiant, échappe de fort peu et avec difficulté à d’importantes forces espagnoles venues au secours de la ville.
En 1679, ce sont les villes de Toulha au Brésil, Puerto Cabello au Venezuela et Veracruz au Mexique qui tombent successivement entre ses mains. Tandis qu'en 1680, avec  Thomas Paine c'est au tour de Cumaná au Venezuela de succomber après une attaque de près de 1 900 hommes et de dix-sept navires armés de 328 canons.
En mai 1683, avec le flibustiers hollandais Laurent de Graff (ou Laurens de Graaf), van Hoorn et Yankey Willems il s'empare à nouveau de Veracruz. Ils pillent la ville et font 4 000 prisonniers en vue de les échanger contre rançon.
En 1685, Grandmont et Laurent de Graff renouvellent leurs raids contre la ville mexicaine de Campeche. À leur retour de l’expédition de Campeche, le gouverneur de Saint-Domingue, M. de Cussy prit sous sa protection Laurent de Graff et le chevalier de Grammont qui sera nommé par brevet du 30 septembre 1686 « lieutenant du roi » pour la partie sud de Saint-Domingue.
Ces exploits lui valent d'être nommé, le 30 septembre 1686, lieutenant de la partie sud de l'île de Saint-Domingue par le roi de France. Il n'occupera toutefois jamais ce poste, car en octobre 1686 il part à la tête de trois navires et deux cents hommes vers le Mexique. Une tempête le surprend et l'oblige à naviguer vers le nord où il disparaît.